# Szászvolkány
Szászvolkány (1899-ig Volkány, románul Vulcan, németül Wolkendorf, szászul Wulkendref) falu Romániában, Brassó megyében, Brassótól 17 km-re délnyugatra, a Barcaságban.

## Története
1332-ben Wlkani néven említik először. 1421-ben a betörő törökök teljesen elpusztították, az újjátelepült falu 1432-ben ismét leégett. 1612-ben Báthory Gábor ostromolta hajdúival a Brassóval szövetséges falut, melyet véres ostrommal foglalt el, férfilakossága ekkor pusztult ki helyükre a környező településekről jöttek telepesek.
1910-ben 1779, többségben német lakosa volt, jelentős román kisebbséggel. A trianoni békeszerződésig Brassó vármegye Felvidéki járásához tartozott. 1992-ben társközségeivel együtt 5419 lakosából 4881 román, 277 cigány, 195 német és 62 magyar volt.

## Látnivalók
- Szász erődített evangélikus templomát ovális kerítőfal övezi.